# Pallacanestro ai Giochi della XXVII Olimpiade
Il torneo di pallacanestro ai Giochi della XXVII Olimpiade si è disputato a Sydney dal 16 settembre al 1º ottobre 2000.
Gli Stati Uniti vinsero la medaglia d'oro sia nel torneo maschile sia in quello femminile: sconfissero in finale rispettivamente la Francia e l'Australia. La Lituania vinse il bronzo maschile, il Brasile quello femminile.

## Sedi delle partite
| Fase | Città  | Impianto          |
| --- | ------ | ----------------- |
| Fasi preliminari, finali 9º-12º posto maschili Fasi preliminari femminili                                                               | Sydney | The Dome          |
| Quarti di finale, finali 5º-8º posto, semifinali e finali maschili Quarti di finale, finali 5º-12º posto, semifinali e finali femminili | Sydney | Sydney Super Dome |

## Squadre partecipanti

### Torneo maschile
Le squadre partecipanti al torneo maschile furono 12, con 7 posti assegnati di diritto. Oltre all'Australia, paese ospitante, ebbero il posto garantito le squadre vincitrici dei 5 campionati continentali e la Jugoslavia, campione mondiale in carica.
I rimanenti 5 posti furono assegnati secondo un criterio che teneva conto della classifica dal 2º al 6º posto ai Mondiali 1998: l'ordine avrebbe garantito al continente di appartenenza della squadra, un posto ai Giochi di Sydney. Poiché l'ordine in classifica fu Russia, Stati Uniti, Grecia, Spagna, Italia, l'Europa ebbe diritto a quattro posti e l'America a uno.
Si qualificarono pertanto le squadre classificate dal 2º al 5º posto agli Europei 1999 (in realtà si classificò la Russia sesta, in sostituzione della già qualificata Jugoslavia), oltre alla seconda classificata ai FIBA Americas Championship 1999.
Paese ospitante
- Australia

Vincitrice dei Mondiali 1998
- Jugoslavia

Vincitrice dell'AfroBasket 1999
- Angola

Prime 2 all'Americas Championship 1999
- Stati Uniti
- Canada

Vincitrice dell'Oceania Championship 1999
- Nuova Zelanda

Prime 5 all'EuroBasket 1999
- Italia
- Francia
- Spagna
- Lituania
- Russia[1]

### Torneo femminile
Anche nel torneo femminile le squadre ammesse furono 12. L'Australia partecipò in quanto nazione ospitante e gli Stati Uniti in quanto campioni del mondo in carica.
Cuba, Brasile e Canada si qualificarono grazie al Torneo Panamericano di Qualificazione Olimpica. Altri due posti furono assegnati alle squadre vincitrici dei campionati continentali di Asia e Africa, e uno alla Nuova Zelanda in quanto seconda agli Oceania Championship alle spalle dell'Australia già qualificata. I rimanenti 4 posti spettarono alle prime 4 classificate degli Europei 1999.
Paese ospitante
- Australia

 Vincitrice del Mondiale 1998
- Stati Uniti

Vincitrice dell'Asia Championship 1999
- Corea del Sud

Vincitrice dell'AfroBasket 1997
- Senegal

Ammesse tramite il Torneo Panamericano
- Cuba
- Brasile
- Canada

Seconda all'Oceania Championship 1997
- Nuova Zelanda

Prime 4 agli Europei 1999
- Polonia
- Francia
- Russia
- Slovacchia

## Podi
| Evento           | Oro         | Argento   | Bronzo   |
| Torneo maschile  | Stati Uniti | Francia   | Lituania |
| Torneo femminile | Stati Uniti | Australia | Brasile  |